# Diplopterygium giganteum
Diplopterygium giganteum är en ormbunkeart som först beskrevs av Nathaniel Wallich och William Jackson Hooker, och fick sitt nu gällande namn av Takenoshin Nakai. Diplopterygium giganteum ingår i släktet Diplopterygium och familjen Gleicheniaceae. Inga underarter finns listade.